# Kikyo
Kikyoは、日本の女性モデル・写真家・マーメイドパフォーマー。

## 経歴
大阪府に生まれる。この地で育つ。若い頃はアルバイトをしながら趣味でコスプレを楽しんだり、友達同士で写真を撮り合ったりの自分探しの時期もあった。
転機は2016年頃唐突にやってくる。友達との待ち合わせ時間に、偶然そこで開催されていた写真展に立ち入ったところ、作品を見た瞬間「カラダに衝撃が走りました」（本人による）。それは写真家・HASEOの写真展だった。もともと幻想的な世界、特に人魚には興味があったため、HASEOの作品に強く惹かれる。その後、HASEOに師事し職業写真家としてのデビューを目指す。知人から使わなくなったカメラを譲り受け、コスプレ仲間をモデルに写真を撮り続ける。また、HASEOのモデルに起用されるなどして技術を磨いた。
2019年、撮影で知り合ったAliyと意気投合、日本でも人魚という職業をポピュラーにしたいと話したのがきっかけとなり、2人で「関西人魚会」を立ち上げる。人魚たちを撮影するだけでなく自身も人魚として魅力的な世界観を表現する。人魚会ではマーテイルを着用して自由に泳げる場を提供し、時には水中撮影も行う。持っていない人にはマーテイルのレンタルも提供している。
2020年5月26日、シーラカンスのマーテイルで泳ぐ動画をXに投稿したところ注目を集める。
「そろそろプロとして写真に取り組んでみてはどう？」というHASEOの言葉に後押しされ、人魚写真家として本格デビューを果たす。2021年現在、大阪市中央区心斎橋の美容室の一角に設けたスタジオスペースと、平野区加美南の専用スタジオ「Makana studio」を拠点に活動する。
2023年、MOTIVA. Photo Art Contest.の「Fashion&Cloths部門」にてゴールドメダル受賞。この年World Photographic Cupの日本代表作品の1枚ののモデルを務める。

### フィルモグラフィ
- 『大阪ほんわかテレビ』（読売テレビ）
- 『ヤミツキ人生！』（2022年2月5日、NHK BSプレミアム）[7][8]